# Оскар (кинопремия, 2004)
76-я церемония вручения наград премии «Оскар» за заслуги в области кинематографа за 2003 год состоялась 29 февраля 2004 года в театре «Кодак» (Голливуд, Лос-Анджелес, Калифорния). Номинанты были объявлены 27 января 2004 года. Ведущим церемонии в восьмой раз выступил комик и актёр Билли Кристал.
В этом году рекордное количество призов досталось картине в жанре фэнтези «Властелин колец: Возвращение короля» режиссёра Питера Джексона, ставшей третьим фильмом в истории «Оскара», взявшим планку в 11 наград, (после картин «Бен-Гур» в 1960 году и «Титаник» в 1998 году). Также лента установила новый рекорд — как получившая призы во всех номинациях, в которых была представлена (11 наград из 11 номинаций), ранее подобный результат принадлежал музыкальной комедии «Жижи» (9 наград из 9 номинаций), установленный в 1959 году и повторённый в 1988 году биографической драмой «Последний император».

## Фильмы, получившие несколько номинаций
| Фильм                                                  | номинации | награды |
| ------------------------------------------------------ | --------- | ------- |
| • Властелин колец: Возвращение короля                  | 11        | 11      |
| • Хозяин морей: На краю земли                          | 10        | 2       |
| • Холодная гора                                        | 7         | 1       |
| • Фаворит                                              | 7         | -       |
| • Таинственная река                                    | 6         | 2       |
| • Пираты Карибского моря: Проклятие «Чёрной жемчужины» | 5         | -       |
| • Трудности перевода                                   | 4         | 1       |
| • В поисках Немо (м/ф)                                 | 4         | 1       |
| • Город Бога                                           | 4         | -       |
| • Последний самурай                                    | 4         | -       |
| • Дом из песка и тумана                                | 3         | -       |
| • В Америке                                            | 3         | -       |
| • Девушка с жемчужной серёжкой                         | 3         | -       |
| • Нашествие варваров                                   | 2         | 1       |
| • 21 грамм                                             | 2         | -       |
| • Трио из Бельвилля (м/ф)                              | 2         | -       |

## Список лауреатов и номинантов
★ Лауреаты выделены отдельным цветом. 

### Основные категории
| Категории                                | Лауреаты и номинанты                                                                                    | Лауреаты и номинанты                                                                          | Лауреаты и номинанты                                                                          |
| ---------------------------------------- | --- | --------------------------------------------------------------------------------------------- | --------------------------------------------------------------------------------------------- |
| Лучший фильм                             | ★ Властелин колец: Возвращение короля (продюсеры: Барри М. Осборн, Питер Джексон и Фрэн Уолш)           | ★ Властелин колец: Возвращение короля (продюсеры: Барри М. Осборн, Питер Джексон и Фрэн Уолш) | ★ Властелин колец: Возвращение короля (продюсеры: Барри М. Осборн, Питер Джексон и Фрэн Уолш) |
| Лучший фильм                             | • Трудности перевода (продюсеры: Росс Кац и София Коппола)                                              |                                                                                               |                                                                                               |
| Лучший фильм                             | • Хозяин морей: На краю земли (продюсеры: Сэмюэл Голдуин мл., Питер Уир и Дункан Хендерсон)             |                                                                                               |                                                                                               |
| Лучший фильм                             | • Таинственная река (продюсеры: Роберт Лоренц, Джуди Хойт и Клинт Иствуд)                               |                                                                                               |                                                                                               |
| Лучший фильм                             | • Фаворит (продюсеры: Кэтлин Кеннеди, Фрэнк Маршалл и Гэри Росс)                                        |                                                                                               |                                                                                               |
| Лучшая режиссура                         | Питер Джексон                                                                                           | ★ Питер Джексон за фильм «Властелин колец: Возвращение короля»                                | ★ Питер Джексон за фильм «Властелин колец: Возвращение короля»                                |
| Лучшая режиссура                         | Питер Джексон                                                                                           | • Фернанду Мейреллиш — «Город Бога»                                                           |                                                                                               |
| Лучшая режиссура                         | Питер Джексон                                                                                           | • София Коппола — «Трудности перевода»                                                        |                                                                                               |
| Лучшая режиссура                         | Питер Джексон                                                                                           | • Питер Уир — «Хозяин морей: На краю земли»                                                   |                                                                                               |
| Лучшая режиссура                         | Питер Джексон                                                                                           | • Клинт Иствуд — «Таинственная река»                                                          |                                                                                               |
| Лучшая мужская роль                      | | ★ Шон Пенн — «Таинственная река» (за роль Джимми Маркума)                                     | ★ Шон Пенн — «Таинственная река» (за роль Джимми Маркума)                                     |
| Лучшая мужская роль                      | • Джонни Депп — «Пираты Карибского моря: Проклятие „Чёрной жемчужины“» (за роль капитана Джека Воробья) |                                                                                               |                                                                                               |
| Лучшая мужская роль                      | • Бен Кингсли — «Дом из песка и тумана» (за роль Массуда Амира Берани)                                  |                                                                                               |                                                                                               |
| Лучшая мужская роль                      | • Джуд Лоу — «Холодная гора» (за роль Инмана)                                                           |                                                                                               |                                                                                               |
| Лучшая мужская роль                      | • Билл Мюррей — «Трудности перевода» (за роль Боба Харриса)                                             |                                                                                               |                                                                                               |
| Лучшая женская роль                      | | ★ Шарлиз Терон — «Монстр» (за роль Эйлин Уорнос)                                              | ★ Шарлиз Терон — «Монстр» (за роль Эйлин Уорнос)                                              |
| Лучшая женская роль                      | • Кейша Касл-Хьюз — «Оседлавший кита» (за роль Пайкеа)                                                  |                                                                                               |                                                                                               |
| Лучшая женская роль                      | • Дайан Китон — «Любовь по правилам и без» (за роль Эрики Барри)                                        |                                                                                               |                                                                                               |
| Лучшая женская роль                      | • Саманта Мортон — «В Америке» (за роль Сары Салливан)                                                  |                                                                                               |                                                                                               |
| Лучшая женская роль                      | • Наоми Уоттс — «21 грамм» (за роль Кристины Пек)                                                       |                                                                                               |                                                                                               |
| Лучший актёр второго плана               | | ★ Тим Роббинс — «Таинственная река» (за роль Дейва Бойла)                                     | ★ Тим Роббинс — «Таинственная река» (за роль Дейва Бойла)                                     |
| Лучший актёр второго плана               | • Алек Болдуин — «Тормоз» (за роль Шелли Кэплоу)                                                        |                                                                                               |                                                                                               |
| Лучший актёр второго плана               | • Бенисио дель Торо — «21 грамм» (за роль Джека Джордана)                                               |                                                                                               |                                                                                               |
| Лучший актёр второго плана               | • Джимон Хонсу — «В Америке» (за роль Матео)                                                            |                                                                                               |                                                                                               |
| Лучший актёр второго плана               | • Кэн Ватанабэ — «Последний самурай» (за роль Кацумото)                                                 |                                                                                               |                                                                                               |
| Лучшая актриса второго плана             | | ★ Рене Зеллвегер — «Холодная гора» (за роль Руби Тьюс)                                        | ★ Рене Зеллвегер — «Холодная гора» (за роль Руби Тьюс)                                        |
| Лучшая актриса второго плана             | • Шохре Агдашлу — «Дом из песка и тумана» (за роль Нади Берани)                                         |                                                                                               |                                                                                               |
| Лучшая актриса второго плана             | • Патриша Кларксон — «Праздник Эйприл» (за роль Джой Бёрнс)                                             |                                                                                               |                                                                                               |
| Лучшая актриса второго плана             | • Марша Гей Харден — «Таинственная река» (за роль Селесты Бойл)                                         |                                                                                               |                                                                                               |
| Лучшая актриса второго плана             | • Холли Хантер — «Тринадцать» (за роль Мелани Фрилэнд)                                                  |                                                                                               |                                                                                               |
| Лучший оригинальный сценарий             | | ★ София Коппола — «Трудности перевода»                                                        | ★ София Коппола — «Трудности перевода»                                                        |
| Лучший оригинальный сценарий             | • Дени Аркан — «Нашествие варваров»                                                                     |                                                                                               |                                                                                               |
| Лучший оригинальный сценарий             | • Стивен Найт — «Грязные прелести»                                                                      |                                                                                               |                                                                                               |
| Лучший оригинальный сценарий             | • Эндрю Стэнтон, Боб Питерсон и Дэвид Рейнольдс— «В поисках Немо»                                       |                                                                                               |                                                                                               |
| Лучший оригинальный сценарий             | • Джим Шеридан, Наоми Шеридан и Кирстен Шеридан — «В Америке»                                           |                                                                                               |                                                                                               |
| Лучший адаптированный сценарий           | Фрэн Уолш                                                                                               | ★ Фрэн Уолш, Филиппа Бойенс и Питер Джексон — «Властелин колец: Возвращение короля»           | Филиппа Бойенс                                                                                |
| Лучший адаптированный сценарий           | Фрэн Уолш                                                                                               | • Роберт Пульчини и Шари Спрингер Берман — «Американское великолепие»                         | Филиппа Бойенс                                                                                |
| Лучший адаптированный сценарий           | Фрэн Уолш                                                                                               | • Браулио Мантовани — «Город Бога»                                                            | Филиппа Бойенс                                                                                |
| Лучший адаптированный сценарий           | Фрэн Уолш                                                                                               | • Брайан Хелгеленд — «Таинственная река»                                                      | Филиппа Бойенс                                                                                |
| Лучший адаптированный сценарий           | Фрэн Уолш                                                                                               | • Гэри Росс — «Фаворит»                                                                       | Филиппа Бойенс                                                                                |
| Лучший анимационный полнометражный фильм | ★ В поисках Немо / Finding Nemo (Эндрю Стэнтон)                                                         | ★ В поисках Немо / Finding Nemo (Эндрю Стэнтон)                                               | ★ В поисках Немо / Finding Nemo (Эндрю Стэнтон)                                               |
| Лучший анимационный полнометражный фильм | • Братец медвежонок / Brother Bear (Аарон Блейс и Роберт Уолкер)                                        |                                                                                               |                                                                                               |
| Лучший анимационный полнометражный фильм | • Трио из Бельвилля / Les Triplettes de Belleville (Сильвен Шоме)                                       |                                                                                               |                                                                                               |
| Лучший фильм на иностранном языке        | ★ Нашествие варваров / Les Invasions barbares (Канада) реж. Дени Аркан                                  | ★ Нашествие варваров / Les Invasions barbares (Канада) реж. Дени Аркан                        | ★ Нашествие варваров / Les Invasions barbares (Канада) реж. Дени Аркан                        |
| Лучший фильм на иностранном языке        | • Зло / Ondskan (Швеция) реж. Микаэль Хофстрём                                                          |                                                                                               |                                                                                               |
| Лучший фильм на иностранном языке        | • Сумеречный самурай / たそがれ清兵衛 (Tasogare Seibei) (Япония) реж. Ёдзи Ямада                        |                                                                                               |                                                                                               |
| Лучший фильм на иностранном языке        | • Сёстры-близнецы / De Tweeling (Нидерланды) реж. Бен Сомбогаарт                                        |                                                                                               |                                                                                               |
| Лучший фильм на иностранном языке        | • Желары / Želary (Чехия) реж. Ондрей Троян                                                             |                                                                                               |                                                                                               |

### Другие категории
| Категории                                    | Лауреаты и номинанты                                                                                                   | Лауреаты и номинанты                                                                                           |
| -------------------------------------------- | --- | --- |
| Лучшая музыка: Оригинальный саундтрек        | Говард Шор | ★ Говард Шор — «Властелин колец: Возвращение короля» (саундтрек)                                               |
| Лучшая музыка: Оригинальный саундтрек        | Говард Шор | • Дэнни Эльфман — «Крупная рыба»                                                                               |
| Лучшая музыка: Оригинальный саундтрек        | Говард Шор | • Габриэль Яред — «Холодная гора»                                                                              |
| Лучшая музыка: Оригинальный саундтрек        | Говард Шор | • Томас Ньюман — «В поисках Немо»                                                                              |
| Лучшая музыка: Оригинальный саундтрек        | Говард Шор | • Джеймс Хорнер — «Дом из песка и тумана»                                                                      |
| Лучшая песня к фильму                        | ★ Into the West — «Властелин колец: Возвращение короля» — музыка и слова: Фрэн Уолш, Говард Шор и Энни Леннокс         | ★ Into the West — «Властелин колец: Возвращение короля» — музыка и слова: Фрэн Уолш, Говард Шор и Энни Леннокс |
| Лучшая песня к фильму                        | • Belleville Rendez-vous — «Трио из Бельвилля» — музыка: Бенуа Шаре, слова: Сильвен Шоме                               | |
| Лучшая песня к фильму                        | • A Kiss at the End of the Rainbow — «Могучий ветер» — музыка и слова: Майкл Маккин и Аннетт О’Тул                     | |
| Лучшая песня к фильму                        | • Scarlet Tide — «Холодная гора» — музыка: Ти-Боун Бёрнэт, слова: Элвис Костелло                                       | |
| Лучшая песня к фильму                        | • You Will Be My Ain True Love — «Холодная гора» — музыка и слова: Стинг                                               | |
| Лучший монтаж                                | ★ Джэми Селкирк — «Властелин колец: Возвращение короля»                                                                | ★ Джэми Селкирк — «Властелин колец: Возвращение короля»                                                        |
| Лучший монтаж                                | • Даниэль Резенде — «Город Бога»                                                                                       | |
| Лучший монтаж                                | • Уолтер Мёрч — «Холодная гора»                                                                                        | |
| Лучший монтаж                                | • Ли Смит — «Хозяин морей: На краю земли»                                                                              | |
| Лучший монтаж                                | • Уильям Голденберг — «Фаворит»                                                                                        | |
| Лучшая операторская работа                   | ★ Рассел Бойд — «Хозяин морей: На краю земли»                                                                          | ★ Рассел Бойд — «Хозяин морей: На краю земли»                                                                  |
| Лучшая операторская работа                   | • Сесар Чарлоне — «Город Бога»                                                                                         | |
| Лучшая операторская работа                   | • Джон Сил — «Холодная гора»                                                                                           | |
| Лучшая операторская работа                   | • Эдуарду Серра — «Девушка с жемчужной серёжкой»                                                                       | |
| Лучшая операторская работа                   | • Джон Шварцман — «Фаворит»                                                                                            | |
| Лучшая работа художника                      | ★ Грант Мейджор (постановщик), Дэн Хенна и Алан Ли (декораторы) — «Властелин колец: Возвращение короля»                | ★ Грант Мейджор (постановщик), Дэн Хенна и Алан Ли (декораторы) — «Властелин колец: Возвращение короля»        |
| Лучшая работа художника                      | • Бен Ван Ос (постановщик), Сесиль Хейдеман (декоратор) — «Девушка с жемчужной серёжкой»                               | |
| Лучшая работа художника                      | • Лилли Килверт (постановщик), Гретчен Рау (декоратор) — «Последний самурай»                                           | |
| Лучшая работа художника                      | • Уильям Сэнделл (постановщик), Роберт Гулд (декоратор) — «Хозяин морей: На краю земли»                                | |
| Лучшая работа художника                      | • Жаннин Клаудия Оппуолл (постановщик), Лесли Поуп (декоратор) — «Фаворит»                                             | |
| Лучший дизайн костюмов                       | Ричард Тейлор | ★ Найла Диксон и Ричард Тейлор — «Властелин колец: Возвращение короля»                                         |
| Лучший дизайн костюмов                       | Ричард Тейлор | • Дин Ван Страален — «Девушка с жемчужной серёжкой»                                                            |
| Лучший дизайн костюмов                       | Ричард Тейлор | • Найла Диксон — «Последний самурай»                                                                           |
| Лучший дизайн костюмов                       | Ричард Тейлор | • Венди Стайтс — «Хозяин морей: На краю земли»                                                                 |
| Лучший дизайн костюмов                       | Ричард Тейлор | • Джудианна Маковски — «Фаворит»                                                                               |
| Лучший звук                                  | ★ Кристофер Бойс, Майкл Семаник, Майкл Хеджес и Хэммонд Пик — «Властелин колец: Возвращение короля»                    | ★ Кристофер Бойс, Майкл Семаник, Майкл Хеджес и Хэммонд Пик — «Властелин колец: Возвращение короля»            |
| Лучший звук                                  | • Энди Нельсон, Анна Бельмер и Джефф Уэкслер — «Последний самурай»                                                     | |
| Лучший звук                                  | • Пол Мэсси, Даг Хемфилл и Арт Рочестер — «Хозяин морей: На краю земли»                                                | |
| Лучший звук                                  | • Кристофер Бойс, Дэвид Паркер, Дэвид Э. Кэмпбелл и Ли Орлофф — «Пираты Карибского моря: Проклятие „Чёрной жемчужины“» | |
| Лучший звук                                  | • Энди Нельсон, Анна Бельмер и Тод А. Мейтленд — «Фаворит»                                                             | |
| Лучший звуковой монтаж                       | ★ Ричард Кинг — «Хозяин морей: На краю земли»                                                                          | ★ Ричард Кинг — «Хозяин морей: На краю земли»                                                                  |
| Лучший звуковой монтаж                       | • Гэри Райдстром и Майкл Сильверс — «В поисках Немо»                                                                   | |
| Лучший звуковой монтаж                       | • Кристофер Бойс и Джордж Уоттерс II — «Пираты Карибского моря: Проклятие „Чёрной жемчужины“»                          | |
| Лучшие визуальные эффекты                    | ★ Джим Ригель, Джо Леттери, Рэндалл Уильям Кук и Алекс Функе — «Властелин колец: Возвращение короля»                   | ★ Джим Ригель, Джо Леттери, Рэндалл Уильям Кук и Алекс Функе — «Властелин колец: Возвращение короля»           |
| Лучшие визуальные эффекты                    | • Ден Судик, Стефан Фангмейер, Натан МакГиннесс и Роберт Стромберг — «Хозяин морей: На краю земли»                     | |
| Лучшие визуальные эффекты                    | • Джон Нолл, Хэл Т. Хикель, Чарльз Гибсон и Терри Фрэйзи — «Пираты Карибского моря: Проклятие „Чёрной жемчужины“»      | |
| Лучший грим                                  | ★ Ричард Тейлор и Питер Кинг — «Властелин колец: Возвращение короля»                                                   | ★ Ричард Тейлор и Питер Кинг — «Властелин колец: Возвращение короля»                                           |
| Лучший грим                                  | • Эдуард Ф. Энрикес и Иоланда Тоуссинг — «Хозяин морей: На краю земли»                                                 | |
| Лучший грим                                  | • Ве Нилл и Мартин Сэмюэл — «Пираты Карибского моря: Проклятие „Чёрной жемчужины“»                                     | |
| Лучший документальный полнометражный фильм   | ★ Туман войны / The Fog of War (Эррол Моррис и Майкл Уильямс)                                                          | ★ Туман войны / The Fog of War (Эррол Моррис и Майкл Уильямс)                                                  |
| Лучший документальный полнометражный фильм   | • Балсерос / Balseros (Карлес Бош и Хосеп Мария Доменек)                                                               | |
| Лучший документальный полнометражный фильм   | • Захват Фридманов / Capturing the Friedmans (Эндрю Джареки и Марк Смерлинг)                                           | |
| Лучший документальный полнометражный фильм   | • Мой архитектор / My Architect (Натаниель Кан и Сьюзэн Роуз Бер)                                                      | |
| Лучший документальный полнометражный фильм   | • Подполье погоды / The Weather Underground (Сэм Грин и Билл Сигел)                                                    | |
| Лучший документальный короткометражный фильм | ★ Сердце Чернобыля / Chernobyl Heart (Марианн ДеЛео)                                                                   | ★ Сердце Чернобыля / Chernobyl Heart (Марианн ДеЛео)                                                           |
| Лучший документальный короткометражный фильм | • Убежище / Asylum (Сэнди МакЛеод и Джини Ретикер)                                                                     | |
| Лучший документальный короткометражный фильм | • Паромные сказки / Ferry Tales (Катя Эссон)                                                                           | |
| Лучший игровой короткометражный фильм        | ★ Два солдата / Two Soldiers (Аарон Шнайдер и Эндрю Дж. Сакс)                                                          | ★ Два солдата / Two Soldiers (Аарон Шнайдер и Эндрю Дж. Сакс)                                                  |
| Лучший игровой короткометражный фильм        | • Красная куртка / Die rote Jacke (Флориан Баксмейер)                                                                  | |
| Лучший игровой короткометражный фильм        | • Мост / Most (Бобби Гарабедиан и Уильям Забка)                                                                        | |
| Лучший игровой короткометражный фильм        | • Сквош / Squash (Лионель Байю)                                                                                        | |
| Лучший игровой короткометражный фильм        | • Торсион / (A)Torzija (Стефан Арсениевич)                                                                             | |
| Лучший анимационный короткометражный фильм   | ★ Харви Крампет / Harvie Krumpet (Адам Эллиот)                                                                         | ★ Харви Крампет / Harvie Krumpet (Адам Эллиот)                                                                 |
| Лучший анимационный короткометражный фильм   | • Барашек / Boundin' (Бад Лакки)                                                                                       | |
| Лучший анимационный короткометражный фильм   | • Судьба / Destino (Доминик Монфери и Рой Эдвард Дисней)                                                               | |
| Лучший анимационный короткометражный фильм   | • Потерянный орех / Gone Nutty (Карлус Салданья и Джон Си Донкин)                                                      | |
| Лучший анимационный короткометражный фильм   | • Клюёт / Nibbles (Кристофер Хинтон)                                                                                   | |

### Специальная награда
| Награда                                                         | Лауреат |
| --------------------------------------------------------------- | --- |
| Премия за выдающиеся заслуги в кинематографе (Почётный «Оскар») | ★ Блейк Эдвардс — в знак признания его сценарных и режиссёрских работ, а также других выдающихся произведений, созданных им на ниве продюсирования. (In recognition of his writing, directing and producing an extraordinary body of work for the screen.) |

## Научно-технические награды
Этот раздел Академии вернулся после двенадцатилетнего (с 1992) отсутствия. Церемония вручения наград за научно-технические достижения состоялась 14 февраля 2004 года в отеле «Ritz-Carlton Huntington» (Пасадина, округ Лос-Анджелес). Ведущей выступила актриса Дженнифер Гарнер.
| Награда                          | Лауреаты |
| -------------------------------- | --- |
| Награда имени Гордона Сойера     | • Питер Д. Паркс |
| Medal of Commendation            | • Дуглас Гринфилд — в знак признательности за выдающиеся заслуги и самоотверженность в отстаивании высоких стандартов Академии кинематографических искусств и наук. |
| Academy Award of Merit           | • Digidesign — за проектирование, разработку и реализацию звуковой технологии «Pro Tools digital audio workstation». (For the design, development and implementation of the Pro Tools digital audio workstation. The efficient algorithms, extensible architecture and intuitive interface have enabled Pro Tools to become the worldwide standard for the creation and editing of motion picture soundtracks.) |
| Academy Award of Merit           | • Билл Тондро (Kuper Controls) — за весомые достижения в области технологии управления движением для визуальных эффектов кинофильмов. Его ценный вклад в изобретение и внедрение роботизированных камерных систем измеряется десятилетиями, а не годами. Его усилия помогли управлению движением стать основной технологией, поддержавшей возрождение визуальных эффектов.                                      |
| Scientific and Engineering Award | • Kinoton GmbH — за проектирование и разработку студийного проектора «Kinoton FP 30/38 EC II». |
| Scientific and Engineering Award | • Кеннет Л. Тинглер, Чарльз Си Андерсон, Дайан Э. Кеснер, Брайан А. Шелл (Eastman Kodak Company) — за успешную разработку технологии антистатического слоя для кинопленки, выдерживающего технологические процессы. |
| Scientific and Engineering Award | • Кристофер Альфред, Эндрю Кэннон, Майкл Си Карлос, Марк Крэбтри, Чак Гриндстафф, Джон Мелансон — за пёстрый вклад в развитие цифрового аудиомонтажа для постпроизводства кинофильмов. |
| Scientific and Engineering Award | • Стивен Регелус — за дизайн и разработку автономной системы анимации агентов «Massive», используемой для боевых сцен в трилогии «Властелин колец». |
| Technical Achievement Award      | • Киш Сэдхвани, Пол Дюкло, Карл Перниконе — за проектирование и оптический дизайн (Сэдхвани), за практическую реализацию и технологию производства (Дюкло), а также за механическое проектирование и проектирование (Перниконе) портативной системы киновидоискателя, известной как Ultimate Director’s Finder (UDF).                                                                                           |
| Technical Achievement Award      | • Хенрик Ванн Йенсен, Стивен Р. Маршнер, Пэт Ханрахан — за новаторские исследования по моделированию подповерхностного рассеяния света в полупрозрачных материалах, представленные в их статье «Практическая модель подповерхностного переноса света». |
| Technical Achievement Award      | • Кристоф Хэри, Кен МакГауф, Джо Леттери — за новаторскую реализацию практических методов визуализации кожи и других полупрозрачных материалов с использованием методов подповерхностного рассеяния. |